# Eingruppierung
Eingruppierung ist im Personalwesen und im deutschen Arbeitsrecht die (erstmalige) Zuordnung eines Arbeitnehmers zu einer Tarifgruppe eines Tarifvertrags, wobei deren Tätigkeitsmerkmale der ständig von ihm auszuübenden Tätigkeit entsprechen.  

## Allgemeines
Arbeiter werden bei ihrer Einstellung einer Lohn-, Angestellte einer Gehaltsgruppe zugeordnet, die ihrer Qualifikation entspricht. Eine Eingruppierung ist die Einordnung eines Arbeitnehmers in ein kollektives Entgeltschema.

## Verbindlichkeit
Ein Tarifvertrag gilt zwingend, wenn er allgemeinverbindlich ist oder wenn beide Vertragspartner (Arbeitgeber und Arbeitnehmer) Mitglied der jeweils tarifschließenden Organisation (Gewerkschaft/Arbeitgeberverband) sind. Schließlich kommt eine Anwendung in Betracht, wenn die Vertragsparteien die Anwendung des Tarifvertrages im Arbeitsvertrag individuell vereinbart haben (Bezugnahme).
Gilt der Tarifvertrag zwingend für das Arbeitsverhältnis, so ist eine korrekte Eingruppierung Grundlage für die Feststellung des nicht unterschreitbaren Mindestlohnes, womit häufig auch das tatsächliche Arbeitsentgelt festgelegt ist.

## Arbeitsgericht
Der Arbeitnehmer kann die korrekte Eingruppierung auch gerichtlich durchsetzen. Im Eingruppierungsprozess vor dem Arbeitsgericht hat er die Darlegungs- und Beweislast dafür, dass er die Voraussetzungen einer höheren Vergütungsgruppe erfüllt. Meist geschieht dies in Form einer so genannten Eingruppierungsfeststellungsklage. Für die Bestimmung eines Arbeitsvorgangs zur tariflichen Bewertung der Tätigkeit eines Arbeitnehmers ist das Arbeitsergebnis maßgebend; ob eine oder mehrere Einzeltätigkeiten zu einem Arbeitsergebnis führen, ist anhand einer natürlichen Betrachtungsweise unter Berücksichtigung der durch den Arbeitgeber vorgegebenen Arbeitsorganisation zu beurteilen.

## Öffentlicher Dienst in Deutschland

### Definition und Mitbestimmung
Im öffentlichen Dienst bezeichnet Eingruppierung die „Einreihung des Arbeitnehmers in ein kollektives Entgeltschema“. Ein solches Entgeltschema ist dadurch gekennzeichnet, dass es die Arbeitnehmer nach allgemein beschriebenen Merkmalen – in der Regel Tätigkeitsmerkmalen – bestimmten Gruppen zuordnet, aus denen sich wiederum das Entgelt ergibt.
Das Bundesverwaltungsgericht interpretiert die Eingruppierung als einen „Akt strikter Rechtsanwendung“. Deshalb sei auch die Mitbestimmung des Personalrats bei Eingruppierungen kein Mitgestaltungs-, sondern ein Mitbeurteilungsrecht. Die Personalvertretung solle durch die Mitbestimmung in die Lage versetzt werden, darauf zu achten, dass die beabsichtigte Eingruppierung mit dem anzuwendenden Tarifvertrag im Einklang steht. Im Interesse der betroffenen Arbeitnehmer solle verhindert werden, dass durch eine unsachliche Beurteilung einzelne Arbeitnehmer bevorzugt, andere dagegen benachteiligt werden. Auf diese Weise diene die Mitbestimmung bei der Eingruppierung der einheitlichen und gleichmäßigen Anwendung der Entgeltordnung in gleichen und vergleichbaren Fällen und damit der Lohngerechtigkeit und Transparenz der Entgeltpraxis in der Dienststelle.

### Rückgruppierung
Da im öffentlichen Dienst nach Auffassung des Bundesarbeitsgerichtes erkennbar der Arbeitgeber nur nach Tarif bezahlen möchte, ist dort auch – selbst wenn die Vergütungsgruppe im Arbeitsvertrag angegeben ist – eine einseitige Rückgruppierung nach unten möglich, wenn sich im Nachhinein herausstellt, dass die ursprüngliche Eingruppierung irrtümlich zu hoch war. Die korrigierende Rückgruppierung wird häufig als ungerecht empfunden. Sie ist auch außerhalb des öffentlichen Dienstes möglich.

## Betriebsrat
Die Eingruppierung ist eine personelle Einzelmaßnahme im Sinne von § 99 Abs. 1 BetrVG, so dass der Betriebsrat ein Vetorecht bei Eingruppierungen besitzt. Allerdings hat der Betriebsrat, da es um Rechtsanwendung geht, nur ein Kontrollrecht hinsichtlich der Korrektheit der Eingruppierung. Er kann keinen höheren oder niedrigeren Lohn durchsetzen, als im Tarif vorgesehen ist.

## Abgrenzung
Die Umgruppierung ist die Änderung der Zuordnung eines Arbeitnehmers zu der für ihn maßgeblichen Lohn-, Gehalts- oder Tarifgruppe, die nach einer Eingruppierung erfolgen kann.